# El huérfano
El huérfano es una novela de 2012 del autor estadounidense Adam Johnson, Trata temas de propaganda, identidad y poder estatal en Corea del Norte,  El libro ganó el Premio Pulitzer de Ficción 2013.  

## Trama

### Parte 1: La biografía de Jun Do
Pak Jun Do se crio en un orfanato estatal de Corea del Norte, sirviendo como líder y tomador de decisiones para los otros niños, pero siempre respetando a su padre, el maestro del orfanato. Cuando tiene catorce años, los niños son reclutados para el servicio militar, y a menudo enviados a luchar en túneles subterráneos porque, como huérfanos, se les considera ciudadanos de clase baja y prescindibles. Jun Do se convierte en un luchador competente y finalmente es reclutado como secuestrador de ciudadanos japoneses, A pesar de los ocasionales sentimientos de culpa, particularmente cuando una mujer japonesa muere accidentalmente durante un secuestro, Jun Do nunca cuestiona su trabajo y sigue todas las órdenes; como recompensa, se le enseña a hablar y leer inglés, lo que aumenta enormemente su valor como ciudadano.
Después de su servicio militar, se convierte en operador de señales en un barco pesquero, interceptando y traduciendo transmisiones de radio. Se encariña con sus compañeros de tripulación y se fascina con todo lo que escucha, en particular con dos chicas estadounidenses que intentan cruzar el Océano Pacífico remando. Sin embargo, las transmisiones desde la Estación Espacial Internacional hacen que tanto él como el segundo oficial del barco se den cuenta de que mucho de lo que sus líderes les han dicho sobre el mundo exterior es mentira. Cuando el segundo oficial se desilusiona y deserta, el resto de la tripulación inventa una historia dramática que incluye a Jun Do siendo mordido y casi asesinado por un tiburón. Después de ser brutalmente interrogado al regresar, Jun Do es declarado héroe nacional por el presunto incidente.
Debido a su nueva fama, forma parte de una delegación diplomática que viaja a Estados Unidos, intentando recuperar tecnología que Corea del Norte afirma que los estadounidenses han robado (más tarde se revela que los propios norcoreanos se la robaron a los japoneses antes de que los estadounidenses la interceptaran y confiscaran). ). Jun Do conoce a un senador de Texas y a Wanda, una agente del gobierno que parece comprensiva y le proporciona un medio para contactarla de forma encubierta. Las negociaciones fracasan cuando el senador, que asume que Jun Do es el verdadero líder del grupo disfrazado de testaferro, se enoja por el subterfugio y se niega a cumplir con cualquiera de sus demandas. Al regresar a Corea del Norte, Jun Do y los demás delegados son engañados para que entren en una prisión en una mina como castigo por su fracaso, tras lo cual "dejan de existir oficialmente".

### Parte 2: Las confesiones del comandante Ga
A un interrogador anónimo del Estado de Corea del Norte se le ha encomendado la tarea de investigar al héroe nacional, el comandante Ga Chol Chun, quien ha sido arrestado por matar a su esposa, la famosa actriz Sun Moon, y a sus hijos. El interrogador, que recopila biografías de los prisioneros como resultado de los interrogatorios, está intrigado por Ga, quien se niega a hablar y aparentemente es capaz de resistir cualquier forma de tortura. A través de sus propias investigaciones y conversaciones persistentes, el interrogador puede conocer poco a poco su historia.
Resulta que "Ga" es en realidad Jun Do, quien mató al verdadero Ga durante un enfrentamiento en prisoón de la mina. Ga había sido un rival político del querido líder, Kim Jong-il, quien también codicia a Sun Moon; como tal, la suposición de Jun Do sobre la identidad de Ga es en gran medida ignorada y se le convierte en el "marido sustituto" de Sun Moon. Al principio, Sun Moon lo obliga a vivir en el sótano de tierra de la casa, pero poco a poco lo acepta como su "marido" y el "padre" de sus hijos. Después de haber estado enamorado de la imagen de Sun Moon durante años, Jun Do inicialmente siente disgusto por la mujer real, que está ensimismada y desdeña a la gente común. Poco a poco llega a comprender que ella se ha resignado a una vida controlada casi por completo por el Querido Líder; él ha saboteado su carrera cinematográfica en represalia por desviar sus avances. También vivía con miedo del verdadero Ga; se sugiere que él era un sádico brutal que sólo se casó con ella para fastidiar a Kim. Jun Do a menudo cuestiona su carrera como actriz y su lealtad a Corea del Norte; aunque se dedica a la actuación, su fe en Corea del Norte es menos decidida, entrelazada con su creciente desprecio por el Querido Líder. Después de ver Casablanca, se da cuenta de cuánto tiempo de su vida ha pasado haciendo propaganda con poco del valor artístico que aprecia, y hace que "Ga" prometa ayudarla a ella y a los niños a escapar con él.
El Querido Líder le revela al "Comandante Ga" que ha capturado a una de las remeras estadounidenses y planea usarla como moneda de cambio para recuperar la tecnología japonesa confiscada, con la que pretenden impulsar el desarrollo de la energía nuclear. Sin embargo, admite estar enamorado de su cautiva. La obliga a copiar a mano de las ediciones en inglés de sus voluminosas obras y tiene la intención de humillar a los estadounidenses quitándoles la tecnología mientras se niega a devolver a la mujer. Como el senador de Texas indicó anteriormente que solo negociaría con Ga, también existe la implicación de que Kim hará matar a "Ga" una vez que la negociación tenga éxito, para poder quedarse con Sun Moon. Al presentarse una oportunidad, Jun Do contacta a Wanda y comienza a planificar.
Una delegación estadounidense que incluye al senador de Texas y a Wanda llega a Pionyang para recuperar a la remera. Para lucirse, el Querido Líder presenta una elaborada actuación que incluye a Sun Moon. Mientras el Querido Líder se distrae con la delegación, Jun Do pasa de contrabando a Sun Moon y a los niños a bordo del avión estadounidense, dejándose capturar para asegurar su escape. El Querido Líder, estupefacto porque "Ga" ha dado su propia vida "sólo para estropear la mía", lo arresta y lo condena a muerte. El interrogador, decidido a escribir un relato real de la vida del comandante Ga, se da cuenta de que sus esfuerzos son inútiles cuando sus padres, que se han dedicado al Estado por miedo, señalan que ya se ha difundido una versión "oficial". Al darse cuenta de que el interrogatorio, aparentemente para obligar a "Ga" a confesar haber matado a Sun Moon, es en realidad un intento de encontrarla y que "Ga" será asesinado de todos modos, el interrogador intenta lavarle el cerebro a "Ga" y a él mismo al mismo tiempo usando un dispositivo similar a la terapia de electroshock; sin embargo, Ga toma el control de la máquina y la usa para suicidarse. La novela termina con la versión "oficial" de la fuga de Sun Moon, que muestra a "Ga" muriendo en un intento fantástico de salvarla de ser secuestrada por los estadounidenses y lo proclama mártir, para ser venerado para siempre.

## Personajes
- Pak Jun Do: Protagonista: un huérfano y ciudadano modelo que lucha por la vida en Corea del Norte.
- Comandante Ga: héroe norcoreano y rival de Kim Jong-il.
- Sun Moon: esposa de Ga y famosa actriz norcoreana.
- Kim Jong-il (el Querido Líder): dictador norcoreano.
- Interrogador del Estado norcoreano
- Camarada Buc: Un funcionario del gobierno de Corea del Norte. Ayuda al Comandante Ga en parte de su viaje.
- Mongnan: Una anciana que se hace amiga y ayuda a Pak Jun Do en un momento difícil de su vida.

## Estructura y estilo
Johnson ha dicho que el libro comenzó como un cuento llamado El mejor cuento norcoreano de 2005.  Hay tres narradores en el libro: un relato en tercera persona; la versión propagandística de la historia del Comandante Ga y Sun Moon, que se proyecta por todo el país mediante altavoces; y un relato en primera persona de un interrogador que busca escribir una biografía del comandante Ga.

## Recepción
La acogida de la novela fue muy favorable. Michiko Kakutani, escribiendo en The New York Times, la llamó "una novela atrevida y notable, una novela que no sólo abre una ventana aterradora al misterioso reino de Corea del Norte, sino que también excava el significado mismo del amor y el sacrificio".  Escribiendo en el Wall Street Journal,  Sam Sacks dijo que “el garbo estilístico, la audacia técnica, el peso moral y un extraño sentido del momento actual se combinan en 'The Orphan Master's Son' de Adam Johnson, el mejor trabajo de ficción publicada en 2012”. M. Francis Wolff, en su reseña de The New Inquiry,  calificó el libro como "una de esas raras obras de gran ambición que cumplen todas sus promesas... examina tanto los horrores orwellianos de la vida en la RPDC como y el voyeurismo de los medios occidentales." La reseña de David Ignatius en The Washington Post calificó la novela como "un acto audaz de imaginación".  En el New York Times, Christopher R. Beha la llamó “una aventura ingeniosamente tramada que parece mucho más corta que sus aproximadamente 450 páginas y ofrece al lector una tremenda cantidad de diversión”, pero se quejó de que “los interludios [de propaganda] son Buenos ejercicios de ingenio oscuro, pero en el contexto de una novela que busca retratar el sufrimiento de un país, no son convincentes”.  El 15 de abril de 2013, la novela ganó el Premio Pulitzer de Ficción, 

## Premios y honores
- 2012 Premio del Círculo de Críticos Nacional del Libro, finalista [11]
- 2013 The Morning News Tournament of Books, ganador
- Premio Pulitzer de Ficción 2013, ganador
- Premio Literario de la Paz de Dayton 2013, ganador ficción [12]
- 2013 ALA Notable - American Library Association Notable Book Award.
- California Book Award 2013, medalla de oro [13]